# Elvira Osirnig
Elvira Osirnig, švicarska alpska smučarka, * 14. marec 1908, Silvaplana, † 7. februar 2000, Baar
Nastopila je na svetovnih prvenstvih v letih 1935, 1936 in 1937. Leta 1936 je osvojila srebrni medalji v smuku in kombinaciji, ob tem je na svetovnih prvenstvih osvojila še po tri četrta in šesta mesta.